# Demostració ontològica de Gödel
La demostració ontològica de Gödel és una formalització del principi d'Anselm de Canterbury: el seu argument ontològic per l'existència de Déu pel matemàtic Kurt Gödel.
L'argument ontològic de Sant Anselm, en la seva forma més succinta, és: "Déu, per definició, és allò sobre el qual no es pot imaginar res més gran. Déu existeix a l'enteniment. Si Déu existís a l'enteniment, el podríem imaginar a Ell més gran si existís a la realitat. Així, cal que Déu existeixi (Déu existeix)." Gottfried Leibniz va donar una versió més elaborada; aquesta és la versió que Gödel va estudiar i va intentar clarificar amb el seu argument ontològic.
Encara que Gödel era profundament religiós, mai va publicar la seva prova, ja que temia que 
no s'interpretaria bé i que es pensaria que l'existència de Déu estava demostrada més enllà de 
qualsevol dubte. En canvi, només ho va considerar com una investigació lògica
i una formulació clara de l'argument de Leibniz amb totes les suposicions expressades.
Va ensenyar els arguments repetidament als amics al voltant de 1970 (segons consta al diari d'Oskar Morgenstern) i es van publicar després de la seva mort.
A continuació es mostra un resum de la demostració matemàtica.

## Lògica modal
La demostració usa lògica modal, que distingeix entre veritats necessàries i contingents. Una veritat és necessària si no es pot evitar, com 2 + 2 = 4 en l'anell dels enters;
en contrast, una veritat contingent només és el cas,
per exemple "més de la meitat de la Terra està coberta per aigua".
En la interpretació més comuna de lògica modal, es consideren "tots els mons possibles".
Si una afirmació és certa en tots els mons possibles, llavors és una veritat necessària.
Si una afirmació és certa en el nostre món, però no en tots els mons possibles, és una veritat contingent.
Una afirmació que és certa en algun món (no necessàriament el nostre) s'anomena una veritat possible.
Una propietat assigna a cada objecte a cada món possible un valor lògic (vertader o fals). No tots els mons tenen els mateixos objectes. Una propietat només ha d'assignar valors lògics als objectes que existeixen a un món particular. Per exemple, considerem la propietat
P(x) = x és gris
i considerem l'objecte 
s = la meva camisa
En el nostre món, P(s) és cert perquè la meva camisa és grisa; en algun altre món P(s) és fals, i en algun altre món, P(s) no tindria sentit perquè les camises no existeixen allà.
Diem que de la propiertat P es dedueix la propietat Q, si qualsevol objecte en qualsevol món que té la propiertat P, també té la propietat Q en aquell mateix món.
Per exemple, de la propietat 
P(x) = x és més alt de 2 metres
es dedueix la propietat
Q(x) = x és més alt d'1 metre.

## Axiomes
Ara suposem els cinc axiomes següents:
Axioma 1: És possible separar propietats positives del conjunt de propietats.
Suposem que aquestes tres condicions es compleixen a totes les propietats positives:
Axioma 2: Si P és positiu i de P es dedueix Q, Q és positiu.
Axioma 3: Si P1, P₂, P₃, ... són propietats positives, la propietat (P1 i P₂ i P₃...) també és positiva.
Axioma 4: Si P és una propietat, llavors o bé P o la seva negació és certa, però no els dos.
Això es pot resumir dient que "les propietats positives formen un ultrafiltre". Finalment, suposem:
Axioma 5: L'existència és una propietat positiva (Pos(NE)). Aquesta és la suposició clau a l'argument d'Anselm.
Ara definim una nova propietat G: si x és un objecte a algun món possible, llavors G(x) és cert si i només si P(x) és cert en aquell mateix món per a totes les propietats positives P. G s'anomena la propietat "divina". Un objecte x que té la propietat divina s'anomena Déu.

## Crítica a les definicions i els axiomes
Hi ha diverses raons que fan que aquestes suposicions no siguin realistes com a prova d'existència d'un Déu teològic, 
incloent les següents: 
1. La selecció de propietats positives és arbitrària excepte que l'existència (segura) ha de ser positiva (i G(x) cal que sigui positiva a algunes versions). Encara que un individu donat pot no escollir algunes assignacions, hom ho pot fer, i la demostració és igualment vàlida per a totes les seleccions. Així, Gödel va demostrar (si hom accepta les definicions i axiomes) que cada combinació de propietats existeix en un objecte a cada món on aquella combinació de propietats estigui definida, i que un objecte així seria un Déu (si les propietats són positives).
2. Pot ser impossible satisfer el segon axioma almenys en alguns mons. Per exemple, el conjunt de propietats sovint relacionades amb un Déu poden contenir contradiccions; per exemple. Per aquesta raó, aquest axioma es va substituir en versions més tardanes de la demostració per la suposició que G(x) és positiu (Pos(G(x)).
3. Gödel defineix clarament la positivitat (és un atribut de propietats, independent dels objectes). Així, una propietat que és positiva per un objecte és positiva per a tots, i a la inversa. Si a "positiu" se li dona algun valor moral o utilitari estàndard quan s'aplica, no és difícil trobar contraexemples.

L'axioma final és d'Anselm, i es discuteix a argument ontològic.

## Derivació
Segons aquestes suposicions, es pot assegurar que en algun món existeix Déu. Volem demostrar que necessàriament, en tot món existeix un Déu únic.
Per tal d'aconseguir això, Gödel primer defineix essències: si x és un objecte en algun món, llavors la propietat P es diu que és una essència de x si P(x) és certa en aquell món i de P se segueixen totes les propietats que x té en aquell món. També diem que x  existeix en el sentit dur  si per a cada essència P de x és cert el següent: a cada món possible, existeix un element y amb P(y).
D'aquestes hipòtesis, ara és possible demostrar que existeix un i només and un Déu a cada món.
[La demostració no està inclosa a l'article.]
Sobel va senyalar que els axiomes de Gödel són massa forts: impliquen que tots els mons possibles són idèntics. Anderson va donar un sistema d'axiomes lleugerament diferent per evitar aquest problema.